# Seyitnizam, Zeytinburnu
Seyitnizam là một xã thuộc huyện Zeytinburnu, tỉnh Istanbul, Thổ Nhĩ Kỳ.